# Margherita Ancona
Margherita Ancona (Palermo, 3 settembre 1881 – Milano, 1966) è stata un'attivista italiana attiva nel movimento del suffragio femminile a Milano.
Fu segretaria e successivamente presidente del Comitato lombardo pro suffragio e membro della sezione italiana dell'International Woman Suffrage Alliance (IWSA). Una delle leader delle campagne di suffragio femminile italiane, fu l'unica donna italiana a servire nella sua epoca nel consiglio di amministrazione dell'IWSA e fu delegata alla Inter-Allied Women's Conference del 1919.

## Biografia
Margherita Ancona nacque, come gemella con sua sorella Luisa, il 3 settembre 1881 a Palermo, sull'isola di Sicilia nel Regno d'Italia da Maria (nata Basevi) e Camillo Ancona. La sua famiglia era di origini ebraiche. Dopo aver frequentato il ginnasio compiendo studi classici a Messina nel 1901, le gemelle si trasferirono a Milano per proseguire gli studi e divennero alcune delle prime donne laureate in Italia. Luisa era la seconda donna a entrare negli studi universitari in Italia, seconda a Maria Montessori, e sarebbe diventata oculista.

### Carriera
La Ancona divenne insegnante di lettere al Liceo Cesare Beccaria ed era una forte sostenitrice del suffragio femminile, appartenente al Comitato Pro-Voto Milanese. La Lombardia fu il centro del primo movimento femminista in Italia, poiché dopo l'unificazione italiana, le donne che avevano precedentemente avuto il diritto di voto sotto il dominio austriaco del Regno di Lombardia-Venetia, persero il diritto di voto. Nel 1906, quando la Montessori scrisse un proclama a favore del suffragio femminile, sorsero comitati a favore in tutto il paese, Maria Cabrini, Carlotta Clerici, Ersilia Majno, Linda Malnati e Nina Sullam Rignano furono alcuni dei membri fondatori del Comitato Pro-Voto Milanese, del quale la Ancona sarebbe diventata segretaria. Si unì anche all'Associazione per la donna, partecipando alla conferenza ospitata dall'organizzazione a Roma nell'ottobre 1917, dove presentò un documento sullo stato del suffragio in Italia. 
In tale atto Margherita Ancona, relatrice del convegno, avvertiva con molta preveggenza che se le donne non fossero riuscite ad approfittare della circostanza favorevole per via del loro impegno nella mobilitazione bellica, ben presto tutto sarebbe tornato più difficile:
"Alle donne che sperano nella bontà del legislatore - disse - io vorrei chiedere: che cosa pensate che sarà dopo la guerra (quando gli uomini crederanno di non aver più bisogno del nostro aiuto) se ci trattan così bene ora che la nostra collaborazione è indispensabile ? Leggano quelle donne i giornali, sentano i discorsi degli uomini politici e, senza bisogno d'esser dotate di spirito profetico, vedranno profilarsi la politica antifemminista di domani.".
La profezia doveva avverarsi, malgrado qualche segnale di segno opposto. Una legge che attribuiva il diritto di voto sia amministrativo sia politico alle donne fu in effetti approvata dalla Camera a grande maggioranza nel 1919, ma il successivo scioglimento del parlamento ne impedì l'approvazione completa e la legge non entrò mai in vigore. Per veder riconosciuto il loro diritto, le donne italiane avrebbero dovuto aspettare fino al 1945. 
La Ancona riteneva che il voto fosse essenziale per le donne per ottenere riforme sociali ed economiche ed espresse le sue opinioni nell'edizione del gennaio 1919 della rivista Attività femminile sociale. Nel febbraio del 1919, partecipò alla Conferenza delle donne inter-alleate ospitata a Parigi, che si aprì il 10 del mese, per sviluppare tematiche femminili per la Conferenza di pace di Parigi. Nel giugno del 1919, era presidente del Comitato del Suffragio Lombardo e sollecitava i legislatori a modificare la legge sull'emancipazione delle donne. Pubblicando articoli sulla rivista Voce nuova, la Ancona sposò un suffragismo liberale, che respingeva nazionalismo e razzismo. Quando il giornale iniziò a pubblicare articoli di Teresa Labriola, una femminista a favore dell'espansione nazionale italiana e della superiorità razziale, la Ancona smise di collaborare con la testata.
La Ancona è stata la relatrice di apertura della Conferenza sul Suffragio ospitata a Milano tra il 23 e il 29 aprile 1920, che ha riunito uomini di spicco di tutti i partiti politici italiani per discutere sull'emancipazione femminile. All'ottava conferenza dell'International Woman Suffrage Alliance, ospitata nel giugno 1920 a Ginevra, la Ancona divenne la prima donna italiana eletta a far parte del consiglio di amministrazione dell'IWSA. Quello stesso anno, quando fu fondata a Londra la Federazione Internazionale delle Donne dell'Università, fece pressioni affinché gli italiani organizzassero una sezione nazionale. I primi tre incontri organizzativi si tennero a Roma, un altro nel 1922 e nel 1923, fu tenuta la prima assemblea federale della Federazione Italiana e Laureate Diplomate Istituti Superiori (FILDIS)  e ne fu adottato lo statuto sociale. Il gruppo era affiliato al Consiglio Nazionale delle Donne Italiane e lavorava sia per promuovere la professionalità delle donne sia per aprire opportunità di istruzione e lavoro alle donne.
Nel 1923, la Ancona fu eletta alla carica di vicepresidente nel consiglio internazionale ed era l'unica donna italiana ad aver ricoperto un posto così alto nell'IWSA. La sua influenza e la sua corrispondenza regolare sulla vigorosa campagna per l'emancipazione in Italia, portarono alla selezione di Roma come ospite della nona conferenza IWSA. La Ancona e Alice Schiavoni Bosio della Federazione Nazionale Pro-Suffragio Femminile a Roma aprirono la conferenza con 2.000 donne e diedero il benvenuto a Benito Mussolini, che era presente. Fu rieletta nel consiglio internazionale dell'IWSA nel 1924, servendo insieme a Germaine Malaterre-Sellier, Františka Plamínková e Adela Schreiber. Dopo la nascita di conflitti tra la Ancona e Ada Sacchi Simonetta, nel 1928, che divenne presidente della Federazione Nazionale pro Suffragio (che sarebbe diventata la Federazione Italiana per il Suffragio e i Diritti delle Donne), la Ancona si ritirò dalla partecipazione attiva alla lotta per il voto.

### Vita successiva e morte
Durante il 1938, Ancona insegnò latino e greco nelle classi superiori del Liceo Cesare Beccaria. La sua famiglia fu colpita dalle leggi razziali italiane, approvate in quell'anno dal regime fascista e poco si sa della sua storia, se non che morì a Milano nel 1966.